# Sankt Joost (Wangerland)
St. Joost ist ein Dorf in der Gemeinde Wangerland im Landkreis Friesland im Norden von Niedersachsen.

## Geografie
Die Nordseeküste ist etwa sechs Kilometer in nördlicher und drei Kilometer östlicher Richtung entfernt. Zwischen dem Ort und der östlichen Küste zur Innenjade liegt der durch Landgewinnung entstandene Ortsteil St. Joostergroden. St. Joost liegt 14 Kilometer nördlich von Wilhelmshaven an der Landstraße 810, die von Wilhelmshaven über Hooksiel nach Horumersiel und Schillig führt. Südlich des Ortes verläuft das Hohenstief.

## Sehenswürdigkeiten
Bedeutendste Sehenswürdigkeit der Ortschaft ist die evangelisch-lutherische Kirche St. Jodocus, ein kleiner spätgotischer Backsteinbau, der aus dem 15. Jahrhundert stammt und dessen Apsis später angebaut wurde. Die Kirche wurde 1497 als Privatkapelle der Junker zu Hodens und Maisidden erwähnt und 1542 zur Pfarrkirche erhoben. Das Schiff trägt große spitzbogige Fenster, während die Fenster des Chores Segmentbögen tragen.

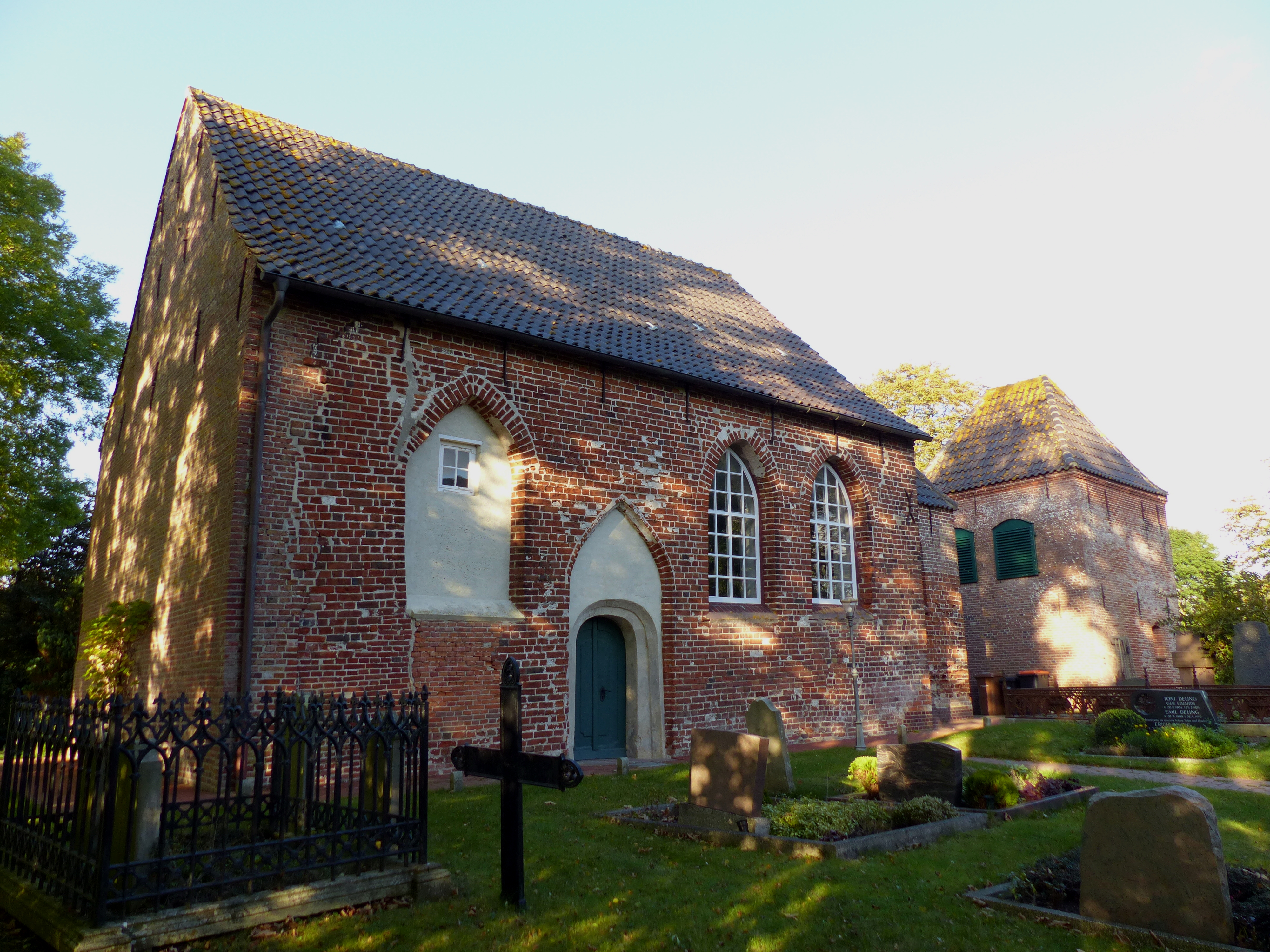
Kirche und Turm von Südwesten

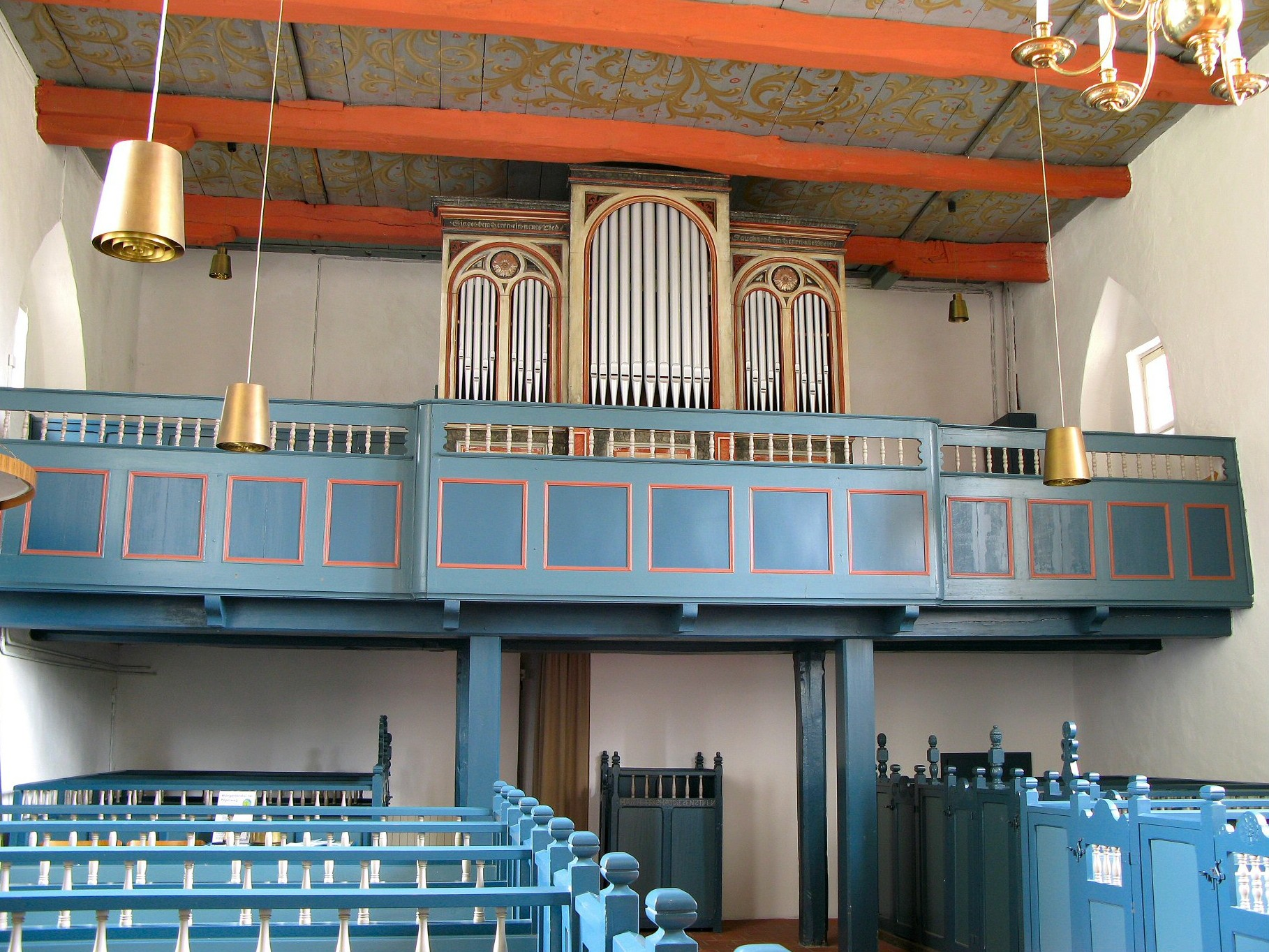
Orgel von St. Jodocus

Im Jahr 1909 wurde die Kirchengemeinde St. Joost zusammen mit Wüppels zu einer Kirchengemeinde verbunden. Sie bildet zusammen mit Pakens-Hooksiel ein Gemeinschaftspfarramt.